# Otto Titan von Hefner
Pour les articles homonymes, voir Hefner.
Otto Titan von Hefner (né le 18 janvier 1827 à Munich et mort le 10 janvier 1870 dans la même ville) est un héraldiste munichois.

## Biographie
En 1843, il est diplômé de l'(actuel) lycée Guillaume de Munich (de) avec l'Abitur.
Comme son père Johann von Hefner (né en 1799 et mort en 1862 à Munich), Otto Titan est historien et bienfaiteur. Le dernier lieu de repos des deux Hefners est l'ancien cimetière du Sud de Munich dans une tombe commune.
Il est le rédacteur en chef du Stammbuch des blühenden und abgestorbenen Adels in Deutschland, herausgegeben von einigen deutschen Edelleuten, qui contient des informations sur environ 35 000 familles nobles.
Cet ouvrage en quatre volumes est publié par Georg Joseph Manz (de) à Ratisbonne à partir de 1860 et, selon Hefner, contient « toutes les familles aristocratiques connues, florissantes ou décédées qui sont documentées comme étant soit d'origine allemande, soit employées ou riches dans les États allemands. Les seules exceptions sont les maisons alors régnantes.
Si possible, on donne pour chaque famille : patrie ; première apparition documentée ; ancêtre; diplômes et récipiendaires; autre homonyme important; pour ceux du même nom, également la description des armoiries ; Références et références à la littérature.

## Tombe
La tombe d'Otto Titan Hefner est située dans l'ancien cimetière du Sud de Munich (Graeberfeld 15 - Rangée 7 - Platz 5)

## Œuvres (sélection)
- Mecklenburger Adel. Schwerin 1858 (Volltext)
- Die Chronik von Rosenheim. Rosenheim 1860 (Volltext).
- Stammbuch des blühenden und abgestorbenen Adels in Deutschland, herausgegeben von einigen deutschen Edelleuten. Georg Joseph Manz, Regensburg 1860–1866. (Digitalisat)
  - Band 1: A–F. Regensburg 1860 (Volltext), (Digitalisat)
  - Band 2: G–L. Regensburg 1863 (Volltext), (Digitalisat)
  - Band 3: M–Spann. Regensburg 1865 (Volltext), (Digitalisat)
  - Band 4. Spaur–Z. Regensburg 1866 (Volltext), (Digitalisat)
- Handbuch der theoretischen und praktischen Heraldik.
  - Teil I: Theoretische Heraldik. München 1861 (Volltext)
- Neues Wappenbuch des blühenden Adels im Königreiche Hannover und im Herzogtume Braunschweig. München 1862 (Volltext)
- Neues Wappenbuch des blühenden Adels im Königreiche Galizien. München 1863 (Volltext)
- Des denkwürdigen und nützlichen Bayerischen Antiquarius. 2 Bände, Heraldisches Inst., Nürnberg 1867
  - Band 1: Der große Adel. Veränd. und mit Zusätzen vers. Ausg. 1867 (Digitalisat)
  - Band 2: Der altbayerische kleine Adel. 1867 (Digitalisat)
- Altbayerische Heraldik. München 1869 (Volltext)
- J. Siebmacher's großes und allgemeines Wappenbuch: in einer neuen, vollst. geordneten und reich vermehrten Auflage mit heraldischen und historisch-genealogischen Erläuterungen
  - Die Wappen der Souveraine der deutschen Bundesstaaten I. 1856, Digitalisat
  - Die Wappen der Souveraine der deutschen Bundesstaaten II. 1856, Digitalisat
  - Der Adels des Königreichs Bayern I. 1856, Digitalisat
  - Der Adels des Königreichs Bayern II. 1856, Digitalisat
  - Der Adel des Herzogthums Braunschweig. 1861, Digitalisat
  - Der Adels des Königreichs Sachsen. 1857, Digitalisat
  - Die Wappen des Schwarzburger und Waldecker Adels. 1860, Digitalisat
  - Der Adel der Fürstenthümer Reuß. 1873, Digitalisat
  - Die Wappen des Württemberger Adels. 1857, Digitalisat
  - Die Wappen des Nassauer Adels. 1856, Digitalisat
  - Der Adel der freien Stadt Frankfurt. 1856, Digitalisat
  - Der hannöverische Adel. 1870, Digitalisat
  - Der Adel des Elsass. 1871, Digitalisat
  - Der Adels des Königreichs Preußen. 1857, Digitalisat
  - Der Adels des Königreichs Preußen. 1906, Ergänzungen
  - Der Adel der freien Städte Hamburg, Bremen und Lübeck. 1871, Digitalisat
  - Der Adel des Kurfürstenthums, Grossherzogthums und der Landgrafschaft Hessen. 1857, Digitalisat
  - Der Adel des Großherzogthums Oldenburg. Digitalisat
  - Die Wappen des Mecklenburger Adels.
  - Der Adel des Herzogthums Anhalt. 1869, Digitalisat
  - Der blühende Adel der Herzogthümer Schleswig-Holstein-Lauenburg.
  - Der Adel Deutsch-Lothringens. 1873, Digitalisat
  - Der luxemburgische Adel. 1871, Digitalisat
  - Der Adel der Fürstenthümer Lippe und Schaumburg-Lippe. 1872, Digitalisat